# Liste der denkmalgeschützten Objekte in Taiskirchen im Innkreis
Die Liste der denkmalgeschützten Objekte in Taiskirchen im Innkreis enthält die 4 denkmalgeschützten, unbeweglichen Objekte der Gemeinde Taiskirchen im Innkreis in Oberösterreich (Bezirk Ried im Innkreis).

## Denkmäler
| Foto |                 | Denkmal                                                                                    | Standort                                                   | Beschreibung | Metadaten |
| ---- | --------------- | ------------------------------------------------------------------------------------------ | ---------------------------------------------------------- | --- | --- |
| ja   | Datei hochladen | Kath. Pfarrkirche hll. Simon u. Judas HERIS-ID: 38722 Objekt-ID: 38315                     | Hofmarkt Standort KG: Taiskirchen im Innkreis              | Die Pfarrkirche besitzt zwei Titelheilige, Hl. Simon und Hl. Judas. Die gotische zweischiffige Hallenkirche stammt aus dem Anfang des 16. Jahrhunderts, das Langhaus ist 4½-jochig und netzrippengewölbt. Die Kirche besitzt eine so genannte Wechselberger Figuration, also einen fast gleich breiten zweijochigen netzrippengewölbten Chor mit 5/8 Schluss von 1520. Der Turm an der Westseite ist in mächtiger Bauweise, mit achtseitiger Glockenstube und einem knaufförmigen Helm aus dem 19. Jahrhundert, ausgeführt. Der Hochaltar ist neugotisch, Kanzel und Seitenaltäre sind aus dem ersten Viertel des 18. Jahrhunderts. Eine spätbarocke Holzstatue, die Maria Immaculata, ist vermutlich von Franz Schwanthaler. Die Epitaphien sind aus dem 16. und 17. Jahrhundert. | BDA-Hist.: Q23541894 Status: § 2a Stand der BDA-Liste: 2025-06-30 Name: Kath. Pfarrkirche hll. Simon u. Judas GstNr.: .1 Pfarrkirche Taiskirchen im Innkreis                                    |
| ja   | Datei hochladen | Friedhof HERIS-ID: 80017 Objekt-ID: 93726                                                  | gegenüber Hofmarkt 22 Standort KG: Taiskirchen im Innkreis | | BDA-Hist.: Q38172473 Status: § 2a Stand der BDA-Liste: 2025-06-30 Name: Friedhof GstNr.: 74/2 Friedhof Taiskirchen im Innkreis                                                                  |
| ja   | Datei hochladen | Kainzingerkapelle HERIS-ID: 62492 Objekt-ID: 75047                                         | Kainzing 1 Standort KG: Taiskirchen im Innkreis            | | BDA-Hist.: Q38100010 Status: Bescheid Stand der BDA-Liste: 2025-06-30 Name: Kainzingerkapelle GstNr.: .114 Kainzingerkapelle                                                                    |
| ja   | Datei hochladen | Kapelle hl. Florian / Peternkapelle / Tiefenbacherkapelle HERIS-ID: 38723 Objekt-ID: 38316 | bei Tiefenbach 3 Standort KG: Untertiefenbach              | | BDA-Hist.: Q37983532 Status: Bescheid Stand der BDA-Liste: 2025-06-30 Name: Kapelle hl. Florian / Peternkapelle / Tiefenbacherkapelle GstNr.: 1493 Tiefenbacherkapelle, Taiskirchen im Innkreis |

## Ehemalige Denkmäler
| Foto |                 | Denkmal                           | Standort                                        | Beschreibung | Metadaten                                                                                    |
| ---- | --------------- | --------------------------------- | ----------------------------------------------- | ------------ | -------------------------------------------------------------------------------------------- |
| ja   | Datei hochladen | Pfarrhof Objekt-ID: 93719bis 2013 | Hofmarkt 1 Standort KG: Taiskirchen im Innkreis |              | BDA-Hist.: Q106684245 Status: § 2a Stand der BDA-Liste: 2013-06-28 Name: Pfarrhof GstNr.: .2 |